# 1988 WC
1988 WC är en asteroid i huvudbältet som upptäcktes den 29 november 1988 av de båda japanska astronomerna Masaru Arai och Hiroshi Mori vid Yorii-observatoriet i Japan.